# Sigieri da Brabante
Sigieri di Brabante, in latino Sigerus de Brabantia (1240 ca. – Orvieto, prima del 10 novembre 1284), è stato un filosofo fiammingo.
Docente alla Facoltà delle arti, fu filosofo  aristotelico, spesso indicato come seguace delle teorie di Averroè.

## Biografia
Poco si sa della vita di Sigieri. Nato nella regione del Brabante attorno all'anno 1240, compì gli studi all'Università di Parigi nella Facoltà delle Arti tra l'anno 1255 e il 1257. In seguito fu professore presso la stessa università; la sua produzione scientifica è legata essenzialmente all'ambiente universitario, intorno agli anni difficili che vanno dalla condanna vescovile del 1270 a quella del 1277, ad opera di Étienne Tempier. Nel 1277 gli venne proibito l'insegnamento all'università e venne convocato dall'inquisitore di Francia Simon du Val. Per sfuggire all'inquisizione parte per Orvieto, in quel tempo residenza del Papa, per appellarsi al pontefice Martino IV. Rimasto a Orvieto, in attesa della sentenza papale, venne pugnalato a morte dal suo segretario. La causa della morte è attribuita all'improvvisa pazzia del suo segretario, sebbene siano stati sollevati dubbi su quello che è a tutti gli effetti un topos storiografico. Fu canonico presso la cattedrale di  Saint-Paul a Liegi.

## Questioni storiografiche
Il ruolo dell'opera di Sigieri nelle discussioni della seconda metà del Duecento e la sua figura sono stati oggetto di varie interpretazioni storiografiche. Nello studio Averroè e l'averroismo, Renan lo indicava come un sovversivo, di tendenze eretiche e quasi libertine, così come poi Mandonnet nella prima monografia a lui dedicata. Van Steenberghen al contrario rifiuterà per lui l'etichetta di averroismo, indicando nella sua opera una progressiva evoluzione verso il  tomismo. Questa pretesa evoluzione, già criticata da Nardi e Gilson, verrà poi rifiutata da buona parte degli studiosi successivi (de Libera, Bianchi, Fioravanti, Imbach, Petagine), che rinunceranno spesso anche alla definizione di Sigieri come averroista. Dagli anni 2000, grazie agli studi in particolare di Calma, Coccia e Brenet tuttavia è possibile recuperare il valore filosofico della categoria di averroismo, ormai libera dai pregiudizi di Renan e Mandonnet, sotto certi versi rimasti anche negli studi di fine Novecento, e l'inserimento di Sigieri nella versione latina di questa tradizione.

## Opere
L'intera opera di Sigieri si sviluppa intorno all'attività di insegnamento alla Facoltà delle Arti: non stupisce dunque che buona parte delle opere siano quaestiones, giunteci sotto forma di reportationes, alcune delle quali riviste dall'autore. La cronologia di queste opere è dubbia, ma si può considerare attendibile la seguente:

- Quaestiones in III De anima (1265-1266);
- Sophisma: omnis homo de necessitate est animal (1266-1270);
- Quaestio utrum haec sit vera: 'homo est animal', nullo homine existente (dopo il 1268-1269, forse prima del 1270);
- Quaestiones in Physicam (1269-1270);
- Tractatus de aeternitate mundi (1272 ca.);
- Quaestiones logicales (1272 ca.);
- Impossibilia (1272 ca.);
- De necessitate et contingentia causarum (1272 ca.);
- Quaestiones naturales ms. Parigi (1272-1273);
- Quaestiones in Metaphysicam mss. Cambridge, Parigi, Monaco (1272-1273);
- Quaestiones naturales ms. Lisbona (1273);
- Quaestiones de anima intellectiva (1273-1274);
- Quaestiones morales (1273—1274);
- Quaestiones in Metaphysicam ms. Vienna (1274-1275);
- Quaestiones super Librum de causis (1275-1276).

Alcune opere restano ancora inedite; altre, delle quali si ha testimonianza da parte di contemporanei o più tardi, purtroppo sembrano perdute, come il Liber de felicitate, il De intellectu e le reportationes di un corso sulla Politica di Aristotele.

## Il pensiero
Il pensiero di Sigieri risulta non ancora indagato a fondo; per di più, sono state prodotte molteplici interpretazioni, anche contraddittorie, del suo lavoro. Di forte impronta aristotelica, non manca tuttavia di influenze neoplatonizzanti, trasmesse attraverso il filtro dei commentatori (tra i quali riveste un ruolo importante Averroè), di Alberto Magno e dalla lettura di testi come il Liber de Causis e l'Elementatio Theologica di Proclo.

### Metodologia
L'approccio sigieriano alla filosofia si caratterizza in base a due aspetti principali: 1) coscienza del ruolo di docente universitario; 2) separazione degli ambiti filosofico e teologico. Per quanto riguarda il primo, fa fede la citazione del De anima intellectiva, in cui afferma di voler ricercare il pensiero di Aristotele piuttosto che la verità. Tuttavia questa citazione non può essere sopravvalutata: è chiaro che Sigieri avesse una grande considerazione della forza della razionalità, dunque il riferimento al pensiero di Aristotele serve soprattutto a controbattere all'interpretazione del pensiero dello Stagirita ad opera di Tommaso d'Aquino, e non giustifica l'idea che Sigieri si concepisse come semplice ripetitore di Aristotele. Il secondo aspetto invece, espresso anch'esso in una proposizione della stessa opera, è una ripresa della metodologia di Alberto Magno, che nelle opere di filosofia naturale (corrispondente più alle odierne scienze della natura, dalla fisica alla biologia) esprime l'idea di non volersi curare, da filosofo, dei miracoli divini. Tuttavia una differenza è evidente: Alberto si è occupato anche di teologia, mentre Sigieri ha concepito tutta la sua opera come un progetto strettamente filosofico, pur non disconoscendo il valore della verità rivelata, per molti versi in maniera simile a quello che farà più tardi  Galileo. È evidente dunque la distanza dal modello tomista.

### L'eternità del mondo
Sigieri fu sostenitore dell'eternità del mondo, seguendo i principi della fisica aristotelica, tuttavia considerata esclusivamente dal punto di vista della fisica. Non rifiutò per questo la creazione, che concepì non come un inizio del mondo nel tempo, ma come una concessione di essere da parte della Causa Prima. Come il mondo, anche l'intelletto è per Sigieri eterno.

### L'unità dell'intelletto
Punto maggiormente controverso del pensiero sigieriano è la dottrina dell'esistenza di un unico intelletto possibile per la specie umana. Questa dottrina, espressa nel Commento grande al De anima di Averroè e fatta propria da Sigieri (gli storici sono discordi nel leggere uno sviluppo interno a questa concezione, concepisce l'intelletto possibile (quella potenza dell'intelletto che riceve i fantasmi, cioè le immagini, astratte dall'intelletto attivo) come una sostanza separata, immateriale e dunque unica per tutta la specie umana. Questa dottrina, nelle letture dei contemporanei e dello stesso Sigieri, che non si nasconde il problema nel De anima intellectiva, rischia di compromettere la responsabilità individuale e il sistema di ricompense e pene concepito dall' escatologia cristiana. L'intelletto si unisce all'uomo come operante intrinseco, attraverso le immagini, ed è in continuità con le intelligenze astrali (le Cause Seconde).

### L'etica
Il pensiero etico di Sigieri non è molto originale. Delle sei questioni morali pervenute in un unico manoscritto, si affrontano vari problemi, come quale sia lo stile di vita più adatto al filosofo tra celibato e matrimonio (Sigieri, riprendendo canoni dell'etica monastica e argomentazioni tratte da Tommaso d'Aquino, protende per il primo), o quale virtù sia preferibile tra la magnanimità e l'umiltà, dove si evidenzia un contrasto tra l'etica aristotelica e quella cristiana. Purtroppo non si hanno tracce del Liber de felicitate a lui attributo da Agostino Nifo, nel quale, stando alla testimonianza del filosofo campano, Sigieri avrebbe espresso teorie molto interessanti riguardo alla possibilità di conoscere l'essenza divina. Tuttavia gli storici sono discordi nel conferire validità a questo resoconto.

## La fortuna letteraria di Sigieri

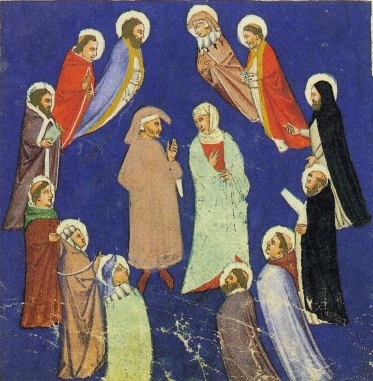
Sigieri di Brabante, in alto a destra vestito di rosso, illustrazione del Paradiso di Dante

Motivo principale del mancato oblio della figura di Sigieri, di cui non si conoscevano testi almeno fino all'opera di Renan, è stata la sua fortuna come personaggio. Nella Divina Commedia, Dante incontra il filosofo nel Paradiso, tra gli spiriti sapienti del  Quarto Cielo, introdotto da Tommaso d'Aquino con queste parole: 
è 'l lume d'uno spirto che 'n pensieri

gravi a morir li parve venir tardo:

essa è la luce etterna di Sigieri,

che, leggendo nel Vico de li Strami,

silogizzò invidïosi veri»
Menzione del filosofo viene fatta anche nel Fiore, testo di incerta paternità ma generalmente attribuito a Dante:
a ghiado il fe' morire a gran dolore

nella corte di Roma ad Orbivieto.»
Ancora un legame con il poeta fiorentino viene stabilito nella novella I proscritti di Honoré de Balzac, che ne fornisce un ritratto molto infedele storicamente.

### Opere edite
- Quaestiones in tertium de anima. De anima intellectiva. De aeternitate mundi, ed. B. C. Bazán, Louvain-Paris 1972 (Philosophes médiévaux, 13);
- Écrits de logique, de morale et de physique, cur. B. C. Bazán, Louvain-Paris 1974 (Philosophes médiévaux, 14);
- Quaestio de creatione ex nihilo. Paris, BnF lat. 16297, f. 116rb-vb, cur. A. Aiello, Firenze 2015 (Millennio medievale, 106);
- Quaestiones in Metaphysicam, cur. C. A. Graiff, Louvain-la-neuve 1948 (Philosophes médiévaux, 1);
- Quaestiones in Metaphysicam. Édition revue de la reportation de Munich. Texte inédit de la reportation de Vienne, ad. W. Dunphy, Louvain-la-neuve 1981 (Philosophes médiévaux, 24);
- Quaestiones in Metaphysicam. Texte inédit de la reportation de Cambridge. Édition revue de la reportation de Paris, ed. A. Maurer, Louvain-la-neuve 1983;
- Quaestiones super Librum de Causis, cur. A. Marlasca, Louvain-Paris 1972 (Philosophes médiévaux, 12);
- Un commentaire inédit de Siger de Brabant sur la Physique d'Aristote (ms. Paris, BnF, lat. 16297), in “Archives d’histoire doctrinale et littèraire du Moyen Âge”, 73 (2006), ed. D. Calma-E. Coccia, pp. 283-349.

### Traduzioni italiane
- Sigieri di Brabante, Anima dell'uomo, traduzione italiana con testo latino a fronte delle Quaestiones in tertium de anima e delle Quaestiones de anima intellectiva, a cura di Antonio Petagine, Bompiani, Milano 2007 ISBN 978-88-452-5933-3
- Sigieri di Brabante, L'eternità del mondo - De aeternitate mundi, testo latino e traduzione italiana di Andrea Vella, Officina di Studi Medievali, Palermo 2009.

### Studi
- Luca Bianchi, Censure et liberté intellectuelle à l'Université de Paris, Les Belles Lettres, Paris 1999 (L'âne d'or, 9), ISBN 2-251-42009-6
- Emanuele Coccia, La trasparenza delle immagini. Averroè è l'averroismo, Bruno Mondadori, Milano 2004, ISBN 88-424-9272-8
- Tony Dodd, The life and thought of Siger of Brabant, thirteenth-century Parisian philosopher: an examination of his views on the relationship of philosophy and theology, E. Mellen Press, Lewiston 1998, ISBN 0-7734-8477-9
- Johannes J. Duin, La doctrine de la providence dans les écrits de Siger de Brabant: textes et étude, Institut Supérieur de Philosophie, Louvain 1954 (Philosophes médiévaux, 3)
- Kurt Flasch, Aufklärung im Mittelalter? Die Verurteilung von 1277. Das Dokument des Bischofs von Paris eingeleitet, übersetzt und erklärt, Dieterich Verlag, Mainz 1989 (Excerpta classica, 6), ISBN 3-87162-016-5, 3871620173
- René Antoine Gauthier, Notes sur Siger de Brabant, I: Siger en 1265, in Revue des sciences philosophiques et théologiques 67 (1983), pp. 201–232;
- René Antoine Gauthier, Notes sur Siger de Brabant, II: Siger en 1272–1275, Aubry de Reims et la scission des Normands, ibd. 68 (1984), pp. 3–49
- Ruedi Imbach, François-Xavier Putallaz, Profession philosophie: Siger de Brabant, Éditions du Cerf, Paris 1997, ISBN 2-204-05696-0
- Pierre Mandonnet, Siger de Brabant et l'averroïsme latin au XIIIme siècle: étude critique et documents inédits, Librairie de l'Université, Fribourg (Schweiz) 1899;
- Pierre Mandonnet, Siger de Brabant et l'averroïsme latin au XIIIme siècle, 2me éd. revue et augmentée, 1. Étude critique, Institut Supérieur de Philosophie de l'Université, Louvain 1911; 2. Textes inédits, ibd. 1908
- Antonio Petagine, Aristotelismo difficile: l'intelletto umano nella prospettiva di Alberto Magno, Tommaso d'Aquino e Sigieri di Brabante, Vita e Pensiero, Milano 2004, ISBN 88-343-5023-5
- David Piché, La condamnation parisienne de 1277, nouvelle édition du texte latin, traduction, introduction et commentaire, avec la collaboration de Claude Lafleur, Vrin, Paris 1999, ISBN 2-7116-1416-6
- Ernest Renan, Averroès et l'averroïsme: essay historique. Auguste Durand, Paris 1852; 3me édition revue et augmentée, Levy, Paris 1866
- Fernand van Steenberghen, Maître Siger de Brabant, Publications Universitaires, Louvain; Vander-Oyez, Paris, 1977 (Philosophes médiévaux, 21), ISBN 2-8017-0063-0
- Édouard Henri Wéber, La controverse de 1270 à l'Université de Paris et son retentissement sur la pensée de S. Thomas d'Aquin, Vrin, Paris 1970 (Bibliothèque thomiste, 40)